# مارکوس براون (بازیکن فوتبال)
مارکوس براون (انگلیسی: Marcus Browne؛ زادهٔ ۱۸ دسامبر ۱۹۹۷) بازیکن فوتبال اهل بریتانیا است.
از باشگاه‌هایی که در آن بازی کرده‌است می‌توان به باشگاه فوتبال ویگان اتلتیک و باشگاه فوتبال وستهام یونایتد اشاره کرد.